# Muzeum Starożytności w Wilnie
Muzeum Starożytności w Wilnie, muzeum historyczne i historii naturalnej w Wilnie, założone w 1855 roku przez Eustachego Tyszkiewicza, otwarte w 1856 roku w budynku byłego Uniwersytetu Wileńskiego; zamknięte w 1863 roku, w 1865 roku zlikwidowane na polecenie Michaiła Murawjowa i zagrabione przez rosyjskie instytucje naukowe; ponownie zorganizowane przy Uniwersytecie Stefana Batorego w 1919 roku, w 1941 roku zagrabione przez Litewską Akademię Nauk. Zostało założone jako drugie polskie muzeum, a pierwsze na Litwie, dokumentowało historię Rzeczypospolitej Obojga Narodów na ziemiach zabranych; od 1992 roku zbiory muzeum znajdują się w posiadaniu Litewskiego Muzeum Narodowego w Wilnie.